# Arctosa epiana
Arctosa epiana là một loài nhện trong họ Lycosidae.
Loài này thuộc chi Arctosa. Arctosa epiana được Lucien Berland miêu tả năm 1938.